# بيفاليرودين
بيفاليرودين (بالإنجليزية Bivalirudin) دواء يُباع تحت الاسمين التجاريين أنجيوماكس وأنجيوكس من إنتاج شركة «ميديسنز كومباني»، وهو من مثبطات الثرومبين المباشرة. يُعد البيفاليرودين مجانسًا كيميائيًا اصطناعيًا لدواء الهيرودين الطبيعي الموجود في لعاب العلقة الطبية.
يفتقر الدواء إلى العديد من محددات مثبطات الثرومبين غير المباشرة مثل الهيبارين، وهو ببتيد صنعي قصير يمثل مثبطًا قويًا ذو نوعية مرتفعة للثرومبين يثبط كلا الشكلين الدوراني والمرتبط بالجلطات الدموية، إضافةً إلى تثبيط تفعيل الصفيحات والتصاقها المتواسطين بالثرومبين. يمتاز البيفاليرودين بسرعة تأثيره وعمره النصفي القصير وعدم ارتباطه ببروتينات البلازما (عدا الثرومبين) أو كريات الدم الحمراء، وبالتالي يملك تأثيرات متوقعةً تتعلق بتثبيط الثرومبين. لا يحمل الدواء خطر تحريض نقص الصفيحات المحرض بالهيبارين أو متلازمة نقص الصفيحات المترافق مع الخثار المحرض بالهيبارين، ولا يحتاج إلى عامل مساعد رابط مثل مضادات الثرومبين، ولا ينشط الصفيحات، وبذلك يكون البيفاليرودين بديلًا مثاليًا للهيبارين.
كشفت الدراسات السريرية على البيفاليرودين عن نتائج إيجابية متناسبة في سبع تجارب معشاة كبرى على مرضى الخناق المستقر وغير المستقر واحتشاء العضلة القلبية غير المترافق مع ارتفاع القطعة ST على تخطيط القلب الكهربائي أو المترافق معها مع إجراء رأب الوعاء التاجي. يعاني المعالجون بهذا الدواء من تأثيرات جانبية أخف من المرضى الموضوعين على الهيبارين.

## الاستطبابات

### الولايات المتحدة
- يُستطب إعطاء البيفاليرودين لمنع الخثار لدى مرضى الخناق القلبي غير المستقر الذين خضعوا لرأب الأوعية التاجية عبر اللمعة من خلال الجلد (بّي تي سي إيه).
- يُستطب استخدام البيفاليرودين مؤقتًا مع مثبطات البروتينات السكرية IIb/IIIa لمنع التخثر لدى المرضى الخاضعين للتداخل الإكليلي عبر الجلد.
- يُستطب العلاج بالبيفاليرودين لدى المرضى المصابين بنقص الصفيحات المحدث بالهيبارين أو قلة الصفيحات والخثار المحرض بالهيبارين أو المعرضين لحدوثهما والخاضعين للتداخل الإكليلي عبر الجلد.
- يُفضل استخدام البيفاليرودين مع الأسبرين، واقتصرت دراسة هذا الدواء على المرضى الموضوعين على الأسبرين المرافق.

### أوروبا
- التداخل الإكليلي عبر الجلد الذي يشمل المصابين باحتشاء العضلة القلبية المترافق مع ارتفاع القطعة ST على تخطيط القلب الكهربائي الذين يخضعون لهذا التداخل بدئيًا.[21]
- يُستطب البيفايرودين أيضًا لعلاج البالغين المصابين بالخناق غير المستقر واحتشاء العضلة القلبية غير المترافق مع ارتفاع القطعة ST المحضرين للتداخل الباكر أو الإسعافي.
- يجب إعطاء البيفاليرودين مع الأسبرين والكلوبيدوغريل.

## الخصائص الكيميائية الدوائية الأساسية

### الخصائص الكيميائية
البيفاليرودين ببتيد طويل يحمل 20 حمضًا أمينيًا بالتسلسل التالي:
Gly-Gly-Gly-Asn-Gly-Asp-Phe-Glu-Glu-Ile-Pro-Glu-Glu-Tyr-Leu (FPRPGGGGNGDFEEIPEEYL)
ويكون راسبه الأول د-فينيل ألانين بدلًا من الناتج الطبيعي ل-فينيل ألانين.

### آلية العمل
يثبط البيفاليرودين الثرومبين بآلية مباشرة عبر الارتباط النوعي مع كل من موقع التحفيز وموقع ارتباط الشوارد الصاعدة الثانوي في الدروان الدموي والثرومبين المرتبط بالجلطة الدموية.
يمثل الثرومبين بروتيناز سيرين ذو دور رئيس في عملية التخثر، إذ يشطر مولد الفبرين إلى فبرين أحادي القسيمات وينشط العوامل الخامس والثامن والثالث عشر، وهذا يسمح للفبرين بتشكيل إطار تساهمي متصالب يزيد استقرار الخثرة. يحرض الثرومبين أيضًا تشكله الذاتي وينشط الصفيحات ويؤدي إلى تراكمها وإطلاق الحبيبات. يمكن معاكسة ارتباط البيفاليرودين بالثرومبين لأنه يشطر رابطة بيفاليرودين-أرجنين 3-برولين 4 ببطء، ما يؤدي إلى استعادة وظائف الموقع النشط للثرومبين.

### الحرائك الدوائية
- بعد إعطاء دفعة وريدية من البيفاليرودين بتركيز 1 مل/كغ مع تسريب وريدي بمعدل 4 مغ/كغ/ساعة يصل التركيز المستقر الوسطي إلى 12.3 ± 1.7 ميكروغرام/مل.[12]
- يزول البيفاليرودين من البلازما بآليات كلوية ويُشطر بالإنزيمات الحالة للبروتين.
- العمر النصفي:

- الوظيفة الكلوية طبيعية (≥ 90 مل/د) = 25 دقيقة.
- خلل وظيفي كلوي خفيف (60-89 مل/د) = 22 دقيقة.
- خلل وظيفي كلوي متوسط (30 – 59 مل/د) = 34 دقيقة.
- خلل وظيفي كلوي شديد (≤ 29 مل/د) = 57 دقيقة.
- مريض معتمد على التحال الدموي = ثلاث ساعات ونصف.
- تنقص التصفية بنسبة 20% تقريبًا لدى المرضى المصابين باعتلال كلوي متوسط أو شديد وبنسبة 80% لدى المرضى المعتمدين على التحال الدموي.
- يُعد البيفاليرودين دواءً قابلًا للديلزة الدموية، وتبلغ تصفيته 25% خلال التحال الدموي.

الديناميكية الدوائية
تعود فترة التخثر إلى المستويات الأساسية بعد ساعة تقريبًا من إيقاف إعطاء البيفاليرودين.

## الجرعة والإعطاء
يقتصر استخدام البيفاليرودين على الحقن الوريدي فقط، ويتوافر بشكل منتج عقيم مجفف بالتجميد ضمن فيالات وحيدة الاستخدام. تحتوي كل فيالة على 250 مغ من البيفاليرودين بعد إرجاعه إلى شكله الفعال.
الجرعة في الولايات المتحدة
- الدفعة خلال التداخل الإكليلي عبر الجلد: 0.75 مغ/كغ.
- التسريب خلال التداخل الإكليلي عبر الجلد: 1.75 مغ/كغ/ساعة.

الجرعة في أوروبا
- الخناق غير المستقر/احتشاء العضلة القلبية غير المترافق مع ارتفاع القطعة ST:

- الدفعة البدئية: 0.1 مغ/كغ.
- التسريب الوريدي: 0.25 مغ/كغ/ساعة حتى 72 ساعة في سياق التدبير الطبي.
- عند انتقال المريض إلى التداخل الإكليلي عبر الجلد تُضاف دفعة أخرى بجرعة 0.5 مغ/كغ من البيفاليرودين قبل الإجراء، وتُرفع سرعة التسريب إلى 1.75 مغ/كغ/ساعة طوال فترة العملية.
- الرأب الإكليلي عبر الجلد:

- الدفعة البدئية: 1.75 مغ/كغ.
- التسريب الوريدي: 1.75 مغ/كغ.
- طعم المجازة الشريانية الإكليلية:

- المرضى الخاضعون لجراحة المجازات الإكليلية دون استخدام الدارة القلبية الرئوية الخارجية: يجب الاستمرار بتسريب البيفاليرودين حتى وقت العمل الجراحي، ويجب إعطاء دفعة من الدواء بتركيز 0.5 مغ/كغ قبل الجراحة مباشرةً متبوعةً بتسريب الدواء بمعدل 1.75 مغ/كغ/ساعة على مدى العمل الجراحي. 
- المرضى الخاضعون لجراحة المجازات الإكليلية مع استخدام الدارة القلبية الرئوية الخارجية: يجب الاستمرار بتسريب البيفاليرودين إلى ما قبل العمل الجراحي بساعة واحدة ثم يوقف إعطاء الدواء قبل الجراحة. يجب إجراء اختبار زمن التجلط النشط (إيه سي تي) بعد خمس دقائق من الجرعة البدئية، ويمكن إعطاء دفعة أخرى بتركيز 0.3 مغ/كغ عند الحاجة.
يمكن الاستمرار بتسريب البيفاليرودين بعد الرأب الإكليلي عبر الجلد لأربع ساعات تبعًا لرأي الطبيب المعالج. يمكن البدء بجرعة إضافية وريدية بعد أربع ساعات بتركيز 0.2 إلى 0.25 مغ/كغ/ساعة حتى 20 ساعةً عند الحاجة. يجب إعطاء البيفاليرودين مع علاج ملائم مضاد للصفيحات (الأسبرين مع الكلوبيدوغريل).

### الاعتلال الكلوي
يجب تعديل جرعة تسريب البيفاليرودين لدى المصابين باعتلال كلوي متوسط إلى شديد. إذا كان المريض معتمدًا على التحال الدموي يجب إنقاص الجرعة إلى 0.25 مغ/كغ/ساعة دون الحاجة لإنقاص جرعة الدفعة الأولى من الدواء.

## معلومات الأمان
يُمنع استخدام البيفاليرودين لدى المصابين بنزف غزير فعال أو عند فرط الحساسية للدواء أو أحد مكوناته. (يُمنع استخدامه في أوروبا أيضًا لدى المرضى ذوي خطورة النزف المرتفعة نتيجة اضطرابات الإرقاء و/أو اضطرابات التخثر غير العكوسة أو فرط الضغط الشديد غير المضبوط أو التهاب شغاف القلب الجرثومي تحت الحاد أو الاعتلال الكلوي الشديد ]معدل التصفية الكبيبية أقل من 30 مل/دقيقة[ أو لدى المرضى المعتمدين على الديلزة الدموية).
ينتمي البيفاليرودين إلى مضادات التخثر، وبالتالي يُعد النزف من التأثيرات الجانبية المتوقعة. أبدى المرضى المعالجون بالدواء في التجارب السريرية معدلات نزف منخفضةً إحصائيًا مقارنةً بالمرضى المعالجين بالهيبارين بالتشارك مع مثبطات البروتينات السكرية IIb/IIIa. تشمل أشيع التأثيرات الجانبية للبيفاليرودين (≥10%) الألم خصوصًا في منطقة الظهر والغثيان والصداع وانخفاض الضغط. يُصنف البيفاليرودين ضمن الفئة بي من أدوية الحمل.